# Okauchi Hideo
Okauchi Hideo (japanisch 岡内 英夫; geboren 19. November 1908 in Kokubunji (Präfektur Kagawa); gestorben 21. April 2004) war ein japanischer Unternehmer.

## Leben und Wirken
Okauchi Hideo machte im April 1929 seinen Schulabschluss an der „Takamatsu Commercial High School“ (高松高等商業学校, Takamatsu kōtō shōyō gakkō) und wurde im August desselben Jahres Mitarbeiter des Kosmetikherstellers Shiseido. Er wurde 1947 Direktor und nach seiner Tätigkeit als Geschäftsführer und leitender Geschäftsführer im Januar 1967 der 6. Präsident. Januar 1975 wurde er Vorstandsvorsitzender, im Februar 1978 zog er sich zurück, blieb aber Berater.
Unter Okauchi entwickelte sich Shiseido zum größten Kosmetikunternehmen in Japan. Er etablierte Shiseidos Produkte auf dem Weltmarkt. Zum hundertjährigen Bestehen betonte er, noch immer gälten die „Fünf Prinzipien“ des Unternehmens: „An 1. Stelle das Qualitätsprinzip“, „2. Koexistenz- und Co-Prosperity-Prinzip“, „3. Konsumenten-Prinzip“, „4. Zuverlässigkeit“ und „5. Achtung der Ethik“.
Im April 1973 wurde Okauchi die Ehrenmedaille am Blauen Band und im November 1979 der Orden des Heiligen Schatzes zweiter Klasse verliehen. 1994 wurde er der 2. Ehrenbürger des Tokioter Bezirks Chūō.
Okauchi starb im April 2004 im Alter von 95 Jahren an einer Lungenentzündung.